# Dennis Weilmann
Dennis Weilmann (* 1. Mai 1975 in Wolfsburg) ist ein deutscher Jurist und seit dem 30. September 2021 Oberbürgermeister der Stadt Wolfsburg in Niedersachsen.

## Herkunft und Ausbildung
Weilmann wurde in Wolfsburg geboren und wuchs in den Wolfsburger Stadtteilen Westhagen und Kreuzheide auf, wo er ab 1981 die Grundschulen besuchte. Nach dem Besuch der Orientierungsstufe und des Gymnasiums in Kreuzheide legte er 1994 das Abitur ab, leistete am Klinikum Wolfsburg Zivildienst, studierte ab 1996 an der Georg-August-Universität in Göttingen Rechtswissenschaften und schloss das Studium 2005 als Jurist ab. In dieser Zeit arbeitete Weilmann als freier Journalist, u. a. für die Braunschweiger Zeitung/Wolfsburger Nachrichten.
Nach seinem Studium war Weilmann bis 2008 im Niedersächsischen Justizministerium tätig. Dort leitete er unter anderem das Referat für Öffentlichkeitsarbeit. In dieser Zeit war Weilmann an seinem Wohnsitz Wolfsburg politisch als Ortsratsmitglied in der Nordstadt tätig.
2008 wechselte Weilmann zur Stadt Wolfsburg, wo er das Kommunikationsreferat und das Büro des damaligen Oberbürgermeisters Prof. Rolf Schnellecke (CDU) leitete. Nach der Wahl von Klaus Mohrs (SPD) baute Weilmann das städtische Kommunikationsreferat aus und implementierte weitere Kommunikationsbereiche, u. a. im Bereich Social Media. Zudem leitete er Großprojekte, wie zum Beispiel die Organisation der Meisterfeier des VfL Wolfsburg 2009, die Organisation des Austragungsortes Wolfsburg bei der FIFA Fußball-Weltmeisterschaft der Frauen 2011, ebenso verantwortete er die Organisation der Feier zum Pokalsieg des VfL Wolfsburg 2015 und die des Tag der Niedersachsen 2017.
Weilmann wurde 2018 zum Dezernenten für die Bereiche Wirtschaft, Digitalisierung und Kultur gewählt. Er nimmt qua Amt Mitgliedschaften in den Vorständen des Wolfsburg 42 e. V., des City Marketing und Tourismus Wolfsburg e. V. (CMT) und des Vereins Freunde und Förderer der italienischen Kultur e. V. wahr. Zudem ist Weilmann Mitglied im Kuratorium Kunststiftung Volkswagen als Träger des Kunstmuseums Wolfsburg sowie im Präsidium der Stiftung phaeno. Als Mitglied im Aufsichtsrat betätigt sich Weilmann im Scharoun-Theater und im Kulturzentrum Hallenbad.
Zudem war er von 2018 bis 2021 Geschäftsführer der Wolfsburg Wirtschaft und Marketing GmbH. Seit November 2021 gehört er dem Aufsichtsrat der Wolfsburg Wirtschaft und Marketing GmbH an. Vom 1. Januar 2019 bis 31. Dezember 2021 übernahm Weilmann zusätzlich die Geschäftsführung der Planetarium Wolfsburg gGmbH.
Im Februar 2020 wurde Weilmann zum Ersten Stadtrat und damit zum Vertreter des Oberbürgermeisters gewählt.

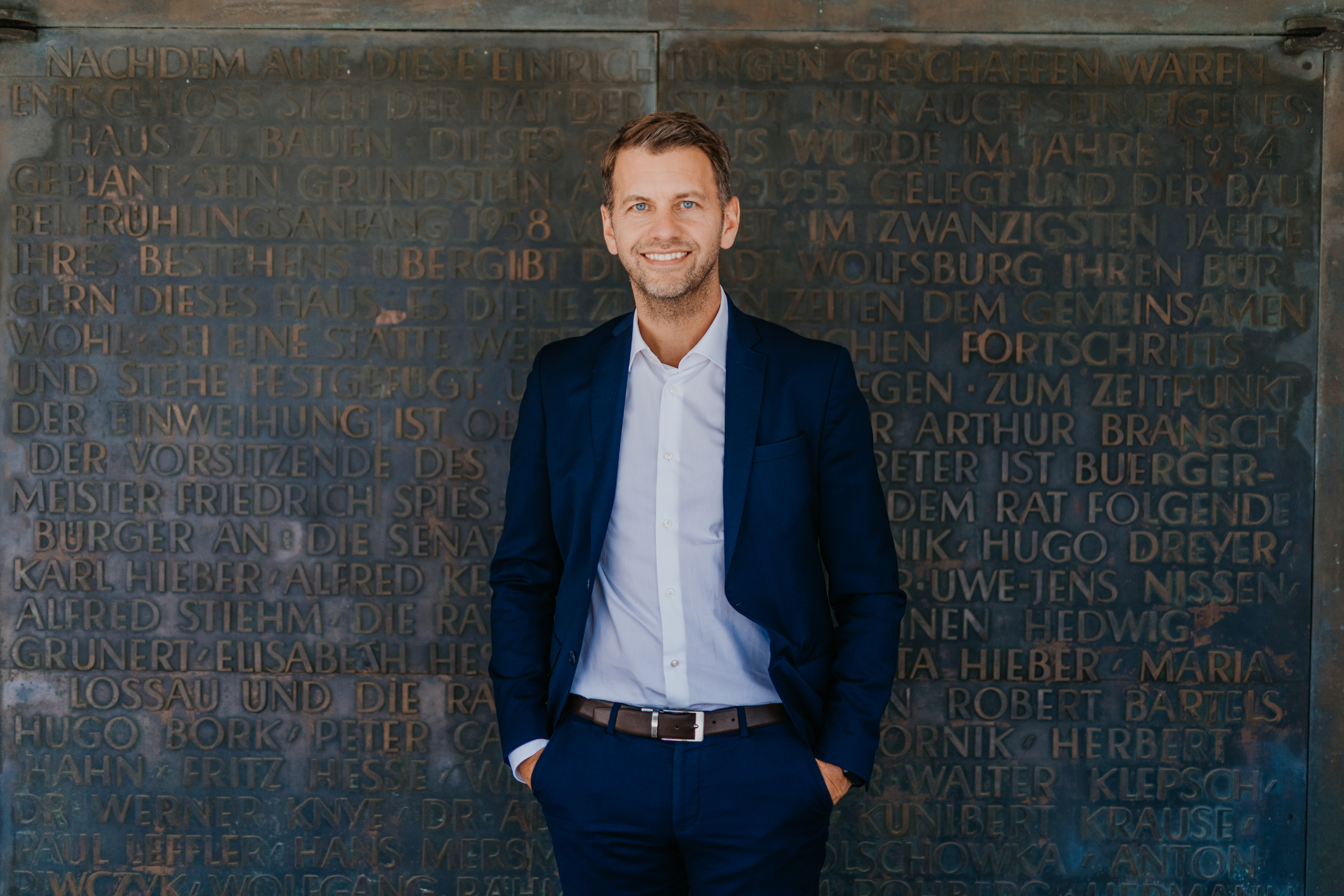
Dennis Weilmann vor dem Wolfsburger Rathaus (2022)

## Politik
Während seines Studiums trat Weilmann in die CDU ein und engagierte sich für den RCDS in der Göttinger Hochschulpolitik.
Weilmann kandidierte im Rahmen der Kommunalwahlen in Niedersachsen 2021 für die CDU Wolfsburg als Oberbürgermeister der Stadt Wolfsburg.
Am 26. September 2021 konnte Weilmann die Stichwahl zum Oberbürgermeister der Stadt Wolfsburg gegen Iris Bothe gewinnen. Er trat die Nachfolge von Klaus Mohrs an.

## Privates
Weilmann ist verheiratet und lebt mit seiner Frau und seinen beiden Söhnen im Ortsteil Wendschott.